# 文炳
文炳，生卒不詳，字卓峰，鄭氏，内务府正白旗汉军人，清朝官员。
國子監監生，同治九年，任內務府主事，后升任員外郎。光緒十二年，任兩廣鹽運司運同，次年署廣州府佛山同知。光緒十九年，任江西南安府知府。光緒三十年，任江西鹽法道。光緒三十二年，任江西廣饒九南兵備道。宣統二年，任江西提法使。

## 家庭
- 父郑瑛棨（c.1820s-1878），署河東河道總督、陕西巡抚。
- 胞弟词人郑文焯。